# Misael Vacca Ramírez
Misael Vacca Ramírez (* 5. November 1955 in Somondoco, Departamento de Boyacá, Kolumbien) ist ein kolumbianischer römisch-katholischer Geistlicher und Erzbischof von Villavicencio.

## Leben
Misael Vacca Ramírez empfing am 3. Dezember 1983 das Sakrament der Priesterweihe für das Erzbistum Tunja.
Am 22. Juni 2001 ernannte ihn Papst Johannes Paul II. zum ersten Bischof des bereits 1999 errichteten Bistums Yopal. Der Apostolische Nuntius in Kolumbien, Erzbischof Beniamino Stella, spendete ihm am 8. August desselben Jahres die Bischofsweihe; Mitkonsekratoren waren der Erzbischof von Tunja, Luis Augusto Castro Quiroga IMC, und der Bischof von Garagoa, José Vicente Huertas Vargas.
Am 18. April 2015 ernannte ihn Papst Franziskus zum Bischof von Duitama-Sogamoso. Die Amtseinführung fand am 6. Juni desselben Jahres statt.
Vom 15. August 2015 bis zum 1. Oktober 2016 war er für die Dauer der Sedisvakanz zusätzlich Apostolischer Administrator von Málaga-Soatá. Auch während der erneuten Vakanz verwaltete er das Bistum Málaga-Soatá vom 20. November 2021 bis zum 1. Oktober 2022 als Apostolischer Administrator.
Am 31. Dezember 2022 ernannte ihn Papst Franziskus zum Erzbischof von Villavicencio. Die Amtseinführung fand am 2. März des folgenden Jahres statt.